# Liste der Bischöfe von Ludlow
Die Liste der Bischöfe von Ludlow stellt die bischöflichen Titelträger der Church of England, der Diözese Hereford, in der Province of Canterbury dar. Der Titel wurde nach der Stadt Ludlow benannt.
| Liste der Bischöfe von Ludlow | Liste der Bischöfe von Ludlow | Liste der Bischöfe von Ludlow | Liste der Bischöfe von Ludlow |
| Von                           | Bis                           | Name                          | Anmerkungen                   |
| ----------------------------- | ----------------------------- | ----------------------------- | ----------------------------- |
| 1981                          | 1987                          | Mark Wood                     |                               |
| 1987                          | 1994                          | Ian Griggs                    |                               |
| 1994                          | 2002                          | John Saxbee                   | danach Bischof von Lincoln    |
| 2002                          | 2009                          | Michael Hooper                |                               |
| 2009                          | 2020 (seitdem vakant)         | Alistair Magowan              |                               |